# گوئن مک‌کری
گوئن مک‌کری (به انگلیسی: Gwen McCrae؛ ۲۱ دسامبر ۱۹۴۳ – ۲۱ فوریهٔ ۲۰۲۵) یک خوانندهٔ اهل ایالات متحده آمریکا بود که بیشتر به خاطر ترانهٔ پرطرفدارش «صندلی گهواره‌ای» در سال ۱۹۷۵ شناخته می‌شود.

## زندگی‌شخصی
گوئن کوچک‌ترین فرزند از پنج فرزند بود. وی از نوجوانی شروع به اجرا در کلوپ‌های محلی کرد و با گروه‌های محلی مانند لافایت‌ها و ایندیپندنت‌ها آواز خواند. در سال ۱۹۶۳ میلادی با ملوان جوانی به نام جورج مک‌کری آشنا شد و در عرض یک هفته با او ازدواج کرد.
از سال ۱۹۶۳ میلادی، با همسرش جورج، شروع به ضبط کرد. این زوج با شرکت هنری استون قرارداد ضبط کردند. در سال ۱۹۶۷ میلادی، بتی رایت به آنها کمک کرد تا با شرکت ضبط آلستون استون قرارداد امضا کنند.
در ژوئن سال ۲۰۱۲ میلادی، گوئن پس از اجرای روی صحنه در انگلستان، دچار سکتهٔ مغزی شد که منجر به فلج شدن سمت چپ بدن و ناتوانی در راه رفتن وی شد.

## آهنگ‌شناسی

### آلبوم‌ها
| ۱۹۷۴                                                    | گوئن مک کری                                             | -   | -  |
| ۱۹۷۵                                                    | صندلی تکان دهنده                                        | ۱۲۱ | ۱۸ |
| ۱۹۷۵                                                    | با یکدیگر (با جورج مک کری)                              | -   | ۳۳ |
| ۱۹۷۶                                                    | چیزی خیلی درست است                                      | -   | -  |
| ۱۹۷۸                                                    | بیایید آن را صاف کنیم                                   | -   | -  |
| ۱۹۷۹                                                    | ملودی زندگی                                             | -   | -  |
| ۱۹۸۱                                                    | گوئن مک کری                                             | -   | ۳۸ |
| ۱۹۸۲                                                    | در راه من                                               | -   | -  |
| ۱۹۹۶                                                    | خط تلفن روانی                                           | -   | -  |
| ۱۹۹۷                                                    | دوست پسر دوست دختر                                      | -   | -  |
| ۱۹۹۹                                                    | هنوز تکان می‌خورد                                        | -   | -  |
| ۲۰۰۴                                                    | من نگران نیستم                                          | -   | -  |
| ۲۰۰۶                                                    | در نیو صبح در پاریس زندگی کنید (با Soulpower All-Stars) | -   | -  |
| ۲۰۰۶                                                    | Gwen McCrae Sings TK                                    | -   | -  |
| «—» نشان‌دهنده نسخه‌هایی است که در نمودار قرار نگرفته‌اند. |                                                         |     |    |

### تک آهنگها
| سال                                                                       | مجرد                                                | موقعیت‌های بالای نمودار | موقعیت‌های بالای نمودار | موقعیت‌های بالای نمودار | موقعیت‌های بالای نمودار |
| سال                                                                       | مجرد                                                | پاپ آمریکا             | ایالات متحده R&B       | رقص ایالات متحده       | انگلستان               |
| ------------------------------------------------------------------------- | --------------------------------------------------- | ---------------------- | ---------------------- | ---------------------- | ---------------------- |
| ۱۹۷۰                                                                      | "مرا پیش ببر"                                       | -.                     | ۳۲                     | -.                     | -.                     |
| ۱۹۷۲                                                                      | "تو همیشه در ذهنم بودی"                             | -.                     | -.                     | -.                     | -.                     |
| ۱۹۷۲                                                                      | "رئیس را به ما بسپار"                               | -.                     | -.                     | -.                     | -.                     |
| ۱۹۷۳                                                                      | "به بخاطر عشق تو                                    | -.                     | ۱۷                     | -.                     | -.                     |
| ۱۹۷۳                                                                      | "او چیزی ترسناک را حفظ می‌کند"                       | -.                     | -.                     | -.                     | -.                     |
| ۱۹۷۴                                                                      | "من رو حرکت بده عزیزم"                              | -.                     | -.                     | -.                     | -.                     |
| ۱۹۷۴                                                                      | " ارزش درد را دارد"                                 | -.                     | ۶۶                     | -.                     | -.                     |
| ۱۹۷۵                                                                      | "پناه بیمه عشق"                                     | -.                     | ۱۶                     | -.                     | -.                     |
| ۱۹۷۵                                                                      | "کرسهٔ راکین"                                        | ۹                      | ۱                      | -.                     | -.                     |
| ۱۹۷۵                                                                      | "با رقص، رقص، رقص" (با جورج مک کری)                 | -.                     | -.                     | -.                     | -.                     |
| ۱۹۷۶                                                                      | "مخدوش عشق"                                         | -.                     | ۵۳                     | -.                     | -.                     |
| ۱۹۷۶                                                                      | "درسته، خوب است"                                    | -.                     | ۷۲                     | -.                     | -.                     |
| ۱۹۷۶                                                                      | "منتخب‌ها با هم یا بازنده‌ها به جدا" (با جورج مک کری) | -.                     | ۴۴                     | -.                     | -.                     |
| ۱۹۷۸                                                                      | "از نو شروع می‌کنم"                                  | -.                     | -.                     | -.                     | -.                     |
| ۱۹۷۹                                                                      | "ملوسیهٔ زندگی"                                      | -.                     | -.                     | -.                     | -.                     |
| ۱۹۷۹                                                                      | "همه این عشق که می‌دهم"                              | -.                     | -.                     | -.                     | ۶۳                     |
| ۱۹۸۱                                                                      | "حساسی خوب"                                         | -.                     | ۲۲                     | ۱۵                     | ۹۲                     |
| ۱۹۸۲                                                                      | "آگ را بسوزانید"                                    | -.                     | ۶۰                     | ۵                      | -.                     |
| ۱۹۸۲                                                                      | "می‌خواهم با تو باشم"                                | -.                     | -.                     | -.                     | -.                     |
| ۱۹۸۴                                                                      | "آیا می دانی منظورم چیست؟"                          | -.                     | ۸۳                     | -.                     | -.                     |
| ۱۹۹۳                                                                      | "همه این عشق که می‌دهم" (با موسیقی و راز)            | -.                     | -.                     | -.                     | ۳۶                     |
| ۲۰۰۰                                                                      | "باید هر چیزی که می‌خواهم بدست بیارم"                | -.                     | ۹۲                     | -.                     | -.                     |
| " - " به انتشارات که در این منطقه منتشر نشده یا منتشر نشده‌است اشاره دارد. |                                                     |                        |                        |                        |                        |

## درگذشت
مک‌کری در نهایت در ۲۱ فوریهٔ ۲۰۲۵، در سن ۸۱ سالگی درگذشت.